# جناح

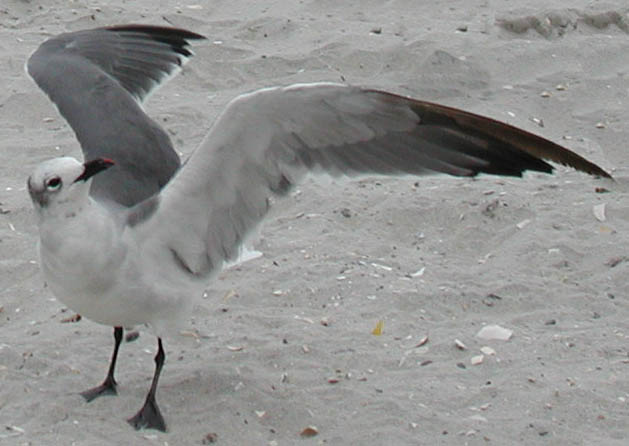
نورس يفرد جناحيه

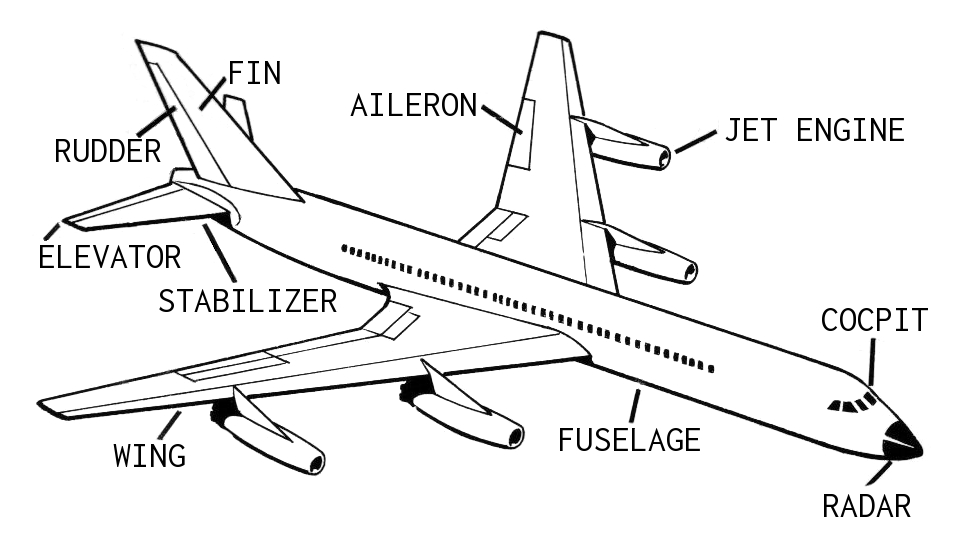
أهم الأجزاء التي تؤثر على ايروديناميكية الطائرة ويظهر الجناح والجنيح

الجناح هو جسم مسطح يستخدم لإنتاج قوة الرفع ومن ثم الطيران ذلك بالسفر خلال الهواء أو وسط غازي. شكل الجناح يكون انسيابيا. كانت تلك الكلمة ترمز إلى الكتلة اللحمية بجوانب الطيور ومن ثم تمدد المصطلح ليشمل الخفاش والحشرات والديناصورات الطائرة وأجزاء الطائرة أو مايصنعه الإنسان.
الجناح أداة تنتج الرفع. في ديناميكا الهواء تعرَف بمعدل الرفع إلى السحب (Lift to Drag Ratio). فالرفع يتكون بواسطة الجناح عند السرعة المعطاة وزاوية هبوب الريح أو ما يسمى زاوية المواجهة. وقد يكون مقداره أكثر بمرة أو مرتين حسب المقدار التضاعفي من مقدار الإعاقة. هذا يعني قوة دفع صغيرة لها أهمية بمكان بحيث قادرة على تسيير الجناح خلال الهواء للحصول على رفع كاف.

## جناح الطائرة

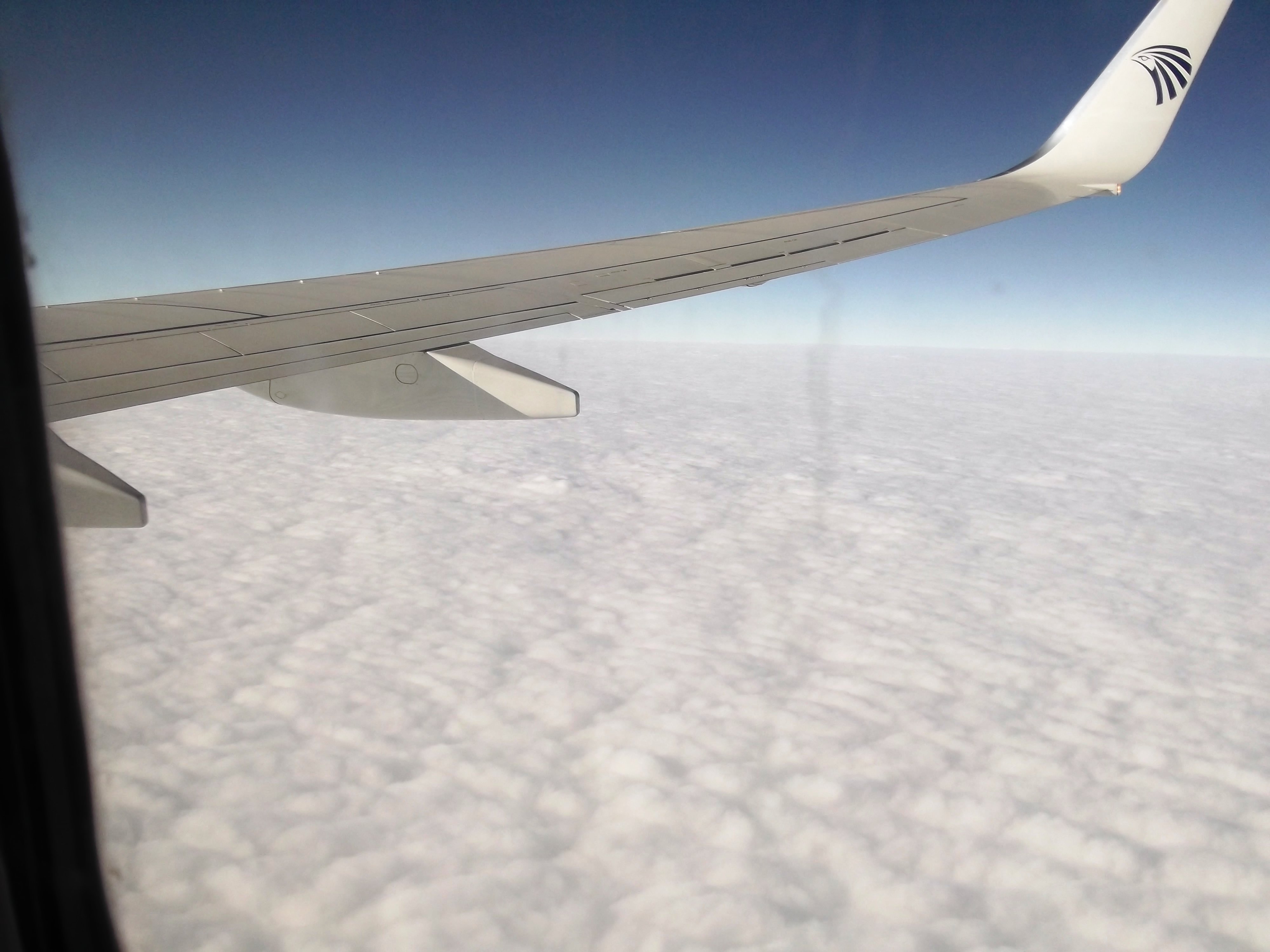
لقطة لجناح الطائرة من الأعلى.

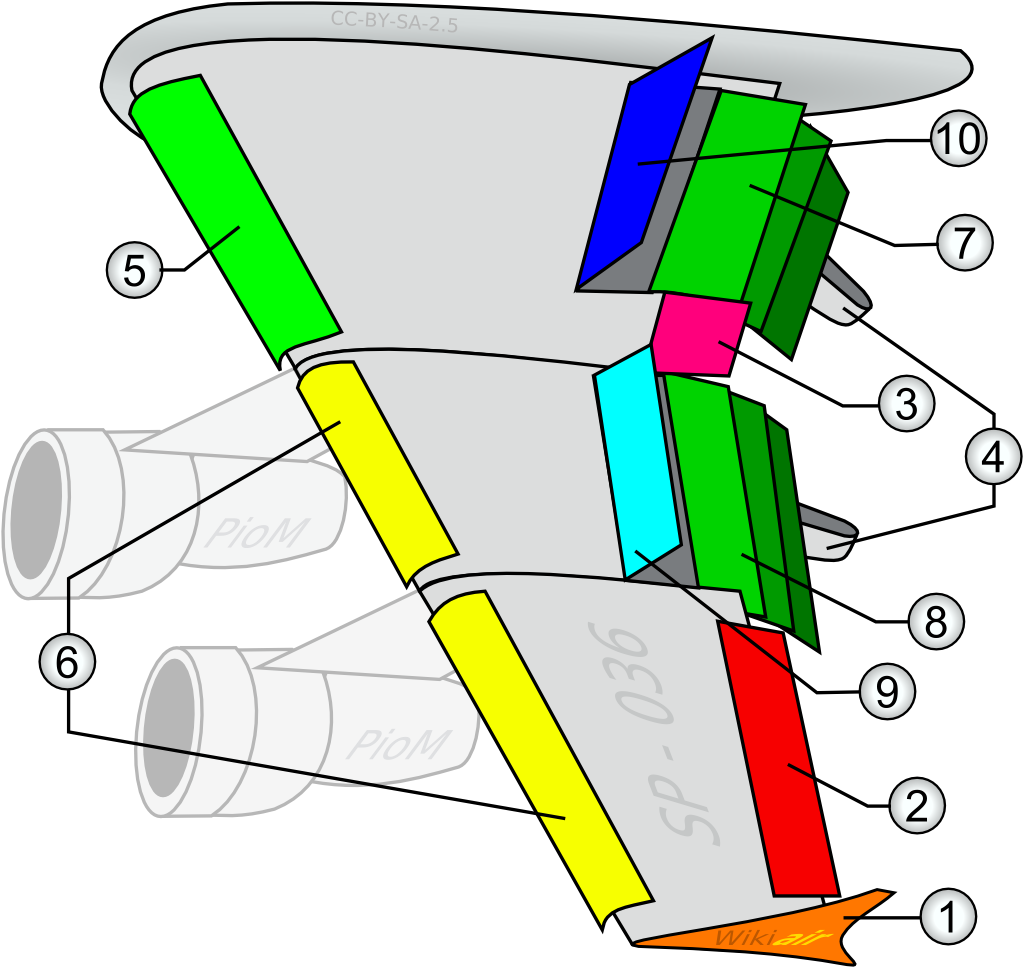
أسطح التوجيه بالجناح:
1- طرف الجناح.
2- جنيح للسرعة المنخفضة.
3- جنيح للسرعة العالية.
4- عمود مانع للصدمة الموجية.
5- قلاب كروجر (Krüger flap).
6- السدفة أو الستر (slat).
7- ثلاث قلابات داخلية مشقوقة.
8- ثلاث قلابات خارجية مشقوقة.
9- مانعة للرفع (Spoilers).
10- مانعة للرفع- فرامل جوية.

جناح الطائرة هو مكون أساسي من مكونات الطائرة، إذ أنه يحمل محركات الطائرة، ويساعدها في عمليتي الإقلاع والهبوط. أي طائرة نفاثة حديثة لابد أن يتكون جناحها من الأجزاء التالية:
- مقطع لحافة أمامية مستديرة(Leading Edge).
- الحافة الخلفية للجناح.
- أدوات الحافة الأمامية مثل السدفة أو الستر الثابت (Slot) أو المتحرك (Slat) أو الزوائد للطائرات العسكرية (Extensions)
- أدوات الحافة الخلفية مثل القلابات
- الجنيح ويكون عادة بجوار طرف الجناح، يستخدم للدوران.
- أداة تقليل الرفع (Spoilers) بالجزء العلوي ويستخدم لتقليل الرفع وعمل دوران اضافي.
- مولد الزوابع (Vortex generator) ويستخدم لمنع فصل الدفق بحالة الطيران فوق الصوت.
- حواجز الجناح تستخدم لجعل التيار بجوار الجناح وذلك بمنع الطبقة(الهواء المحيط بالجناح) الحاجزة من الانتشار
- الجناح بأسفل الهيكل (Dihedral) أو مايسمى زاوية جناح ايجابية ويعطي ثبات بالدوران, أو جناح بأعلى الهيكل (Enhedral) أو مايسمى زاوية الجناح السلبية للأفق وله تأثير غير مستقر.
- أجنحة قابلة للطي(Folding wings) ويستخدم لإدخال عدد أكبر من الطائرات بالأماكن الضيقة أو مراكز صيانة الطائرات لحاملة الطائرات.

## علم الأجنحة
علم الأجنحة تعتبر من التطبيقات الأساسية لعلم ديناميكيا الهواء. لكي تنتج الأجنحة قوة الرفع يجب أن تكون بزاوية موجبة لتيار الهواء. وبتلك الحالة ستظهر منطقة ضغط منخفض بالجزء العلوي من الجناح مما يسحب الهواء الموجود فوق الجناح منحدرا للداخل بينما تحت الجناح حيث الضغط يصبح أعلى مما يسبب تيار الهواء منحدرا ومتجها للخارج من الطائرة, فرق الضغط ما بين تلك المنطقتين (فوق وتحت الجناح) ينتج قوة دفع للأعلى تسمى قوة الرفع.
فرق الضغط وعجلة التسارع للهواء وقوة الرفع للجناح تعتبر ضمن ميكانيكية واحدة. لذلك لمعرفة قيمة أحدهما يتم حساب الآخر. فعلى سبيل المثال تحسب قيمة الرفع بواسطة فرق الضغط أو بحساب طاقة التسارع للهواء، فكليهما يعطي نفس المحصلة النهائية إن تم حسابهما بشكل صحيح.
هناك فهم خاطئ يقول بأن شكل الجناح أساسي لتوليد قوة الرفع وذلك بعمل مدى أطول فوق الجناح بدلا من تحته، ولكن تلك ليست بالنقطة المهمة، فلكل نوع من الأجنحة لها مميزات خاصة وعيوب، فمثلا الجناح النحيف ومسطح قد يعطي قوة رفع كافية جدا له والأجنحة المحدبة بإمكانها الطيران بشكل مقلوب وبحيث تعطي الأجنحة زاوية مواجهة ايجابية مع تيار الهواء.
الشكل الانسيابي العام لشكل الجناح يكون ناشئا من عوامل متعددة وبعضها منها ليست له علاقة بالأمور الإيروديناميكية، بمعنى الأجنحة تحتاج لتكون قوية لذلك يجب أن تكون سميكة لكي تتحمل القطع الهيكلية. ويجب أن يكون بها تجويف لحمل الوقود ولحمل القطع الميكانيكية المتحركة وعجلات الهبوط.

## أنواع الأجنحة

جناح مستقيم
جناح مدبب
جناح إهليليجي
جناح مرتد إلى الوراء
جناح مرتد إلى الأمام
جناح مرتد إلى الوراء المزدوج
جناح مرتد إلى الوراء متغير
جناح دلتا
جناح دلتا كاذبة
جناح دلتا عريضة
جناح دلتا مزدوجة
جناح دلتا متعرجة

## الجناح الرطب
إن تقنية الجناح الرطب (wet wing) هي تقنية في هندسة الطيران والفضاء الجوي حيث يتم غلق هيكل جناح الطائرة واستخدامه كخزان وقود. يطلق على الجناح الرطب أيضًا اسم خزان الوقود الكلي.

## مساحة الأجنحة
مساحة الأجنحة لطائرة هي المساحة الجملية لكلا الجناحين. وتحسب ككل المساحات في الرياضيات. هذه المساحة هي أحد العناصر المهمة المحددة لقدرة حمل الطائرة. فطائرة بمحرك بسرعة صغيرة تعوض نقص السرعة ذلك بمساحة الاجنحة أهم وذلك لزيادة قدرة حملها واستحمال وزنها وبالعكس, الطائرات الاسرع لها اجنحة اصغر واقل مساحة.

### أمثلة
- طائرات مدنية
  - مساحة اجنحة كبيرة
    - أنتونوف أن-225 : 905 متر²

  - مساحة اجنحة صغيرة
    - موران-سولنيار رالي : 12,3 مت²
- طائرات عسكرية
  - مساحة اجنحة كبيرة
    - نورث أمريكان اكس بي-70 : 585 متر²
    - بي-52 : 371,60 متر²

  - مساحة اجنحة صغيرة
    - اكس-43 : ~ 2 متر²